# Malaysia la Jocurile Olimpice de vară din 2016
Malaysia a participat la Jocurile Olimpice de vară din 2016 de la Rio de Janeiro în perioada 5 – 21 august 2016, cu o delegație de 32 de sportivi, care a concurat în zece sporturi. Cu cinci medalii (patru de argint și una de bronz), cel mai bun rezultat din istoria sa, Malaysia s-a aflat pe locul 60 în clasamentul final.

## Participanți
Delegația malaysiană a cuprins 32 de sportivi: 17 bărbați și 15 femeie. Cel mai tânăr atlet din delegația a fost săritoarea în apă Nur Dhabitah Sabri (17 ani), cel mai vechi a fost jucătorul de golf Danny Chia (43 de ani).
| Sport           | Masculin | Feminin | Total |
| --------------- | -------- | ------- | ----- |
| Atletism        | 1        | 1       | 2     |
| Badminton       | 4        | 4       | 8     |
| Ciclism         | 1        | 1       | 2     |
| Golf            | 2        | 2       | 4     |
| Haltere         | 1        | 0       | 1     |
| Natație         | 1        | 2       | 3     |
| Navigație       | 1        | 1       | 2     |
| Sărituri în apă | 2        | 4       | 6     |
| Tir             | 1        | 0       | 1     |
| Tir cu arcul    | 3        | 0       | 3     |
| Total           | 17       | 15      | 32    |

## Medalii

### Medaliați
| Medalie | Nume                              | Sport           | Probă                          | Dată      |
| ------- | --------------------------------- | --------------- | ------------------------------ | --------- |
| Argint  | Cheong Jun Hoong Pandelela Rinong | Sărituri în apă | 10 m platformă sincron feminin | 9 august  |
| Argint  | Chan Peng Soon Goh Liu Ying       | Badminton       | Dublu mixt                     | 17 august |
| Argint  | Goh V Shem Tan Wee Kiong          | Badminton       | Dublu masculin                 | 19 august |
| Argint  | Lee Chong Wei                     | Badminton       | Simplu masculin                | 20 august |
| Bronz   | Azizulhasni Awang                 | Ciclism         | Keirin masculin                | 16 august |

### Medalii după sport
| Sport           | Aur | Argint | Bronz | Total |
| Badminton       | 0   | 3      | 0     | 3     |
| Sărituri în apă | 0   | 1      | 0     | 1     |
| Ciclism         | 0   | 0      | 1     | 1     |
| Total           | 0   | 4      | 1     | 5     |